# Friedrich Ludwig zu Mecklenburg

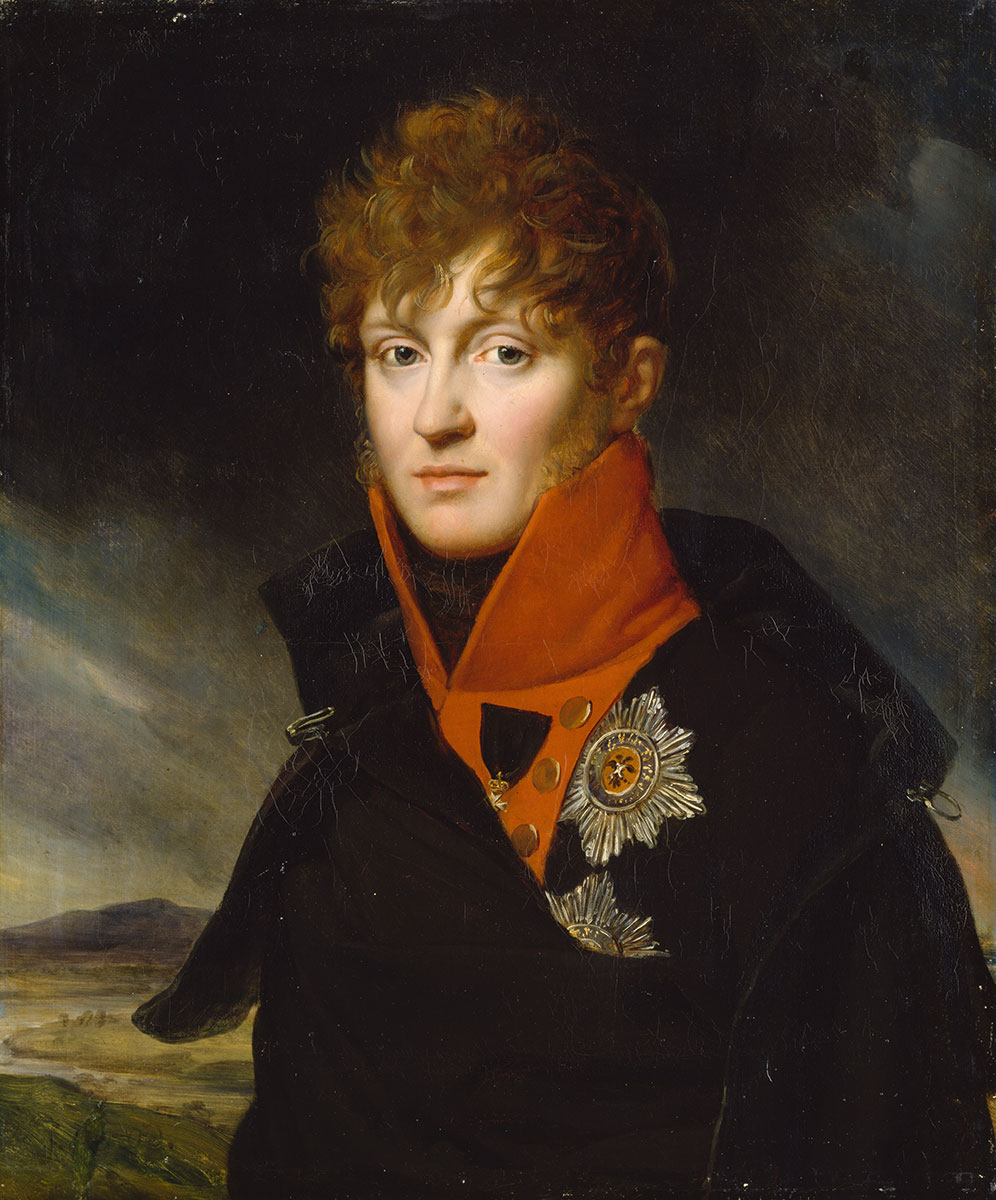
François Gérard, Erbprinz Friedrich Ludwig um 1807

Friedrich Ludwig, Herzog zu Mecklenburg [-Schwerin] (* 13. Juni 1778 in Ludwigslust; † 29. November 1819 ebenda) war ein Mitglied aus dem Hause Mecklenburg, ab 1785 Erbprinz, ab 1815 Erbgroßherzog des Landesteils Mecklenburg-Schwerin und kämpfte als Generalleutnant gegen Napoleons Truppen.

## Leben
Friedrich Ludwig entstammte der Linie Mecklenburg-Schwerin des mecklenburgischen Fürstenhauses. Er war der älteste Sohn des Herzogs (späteren Großherzogs) Friedrich Franz I. (1756–1837) und dessen Ehefrau Prinzessin Luise von Sachsen-Gotha (1756–1808). Mit der Thronbesteigung des Vaters wurde Friedrich Ludwig 1785 Erbprinz im Schwerinschen Landesteil von Mecklenburg.
Unter der Vormundschaft seiner aufgeschlossenen und kunstsinnigen Mutter lag die Erziehung des Prinzen in verschiedenen Händen. Seine Unterrichtung übernahmen ab 1784 der spätere Ludwigsluster Seminarlehrer und Oberhofprediger Moritz (Joachim Christoph) Passow (1753–1830) und dessen Bruder Josua Friedrich Passow (* 1758). Für den französischen Sprachunterricht und den mathematischen Unterricht wurde der Schweizer Jean Renaud bestellt. Seine hier erlangten Französischkenntnisse sollten ihm später noch von Nutzen sein. Für seine Erziehung zeigte sich Oberstleutnant Friedrich Wilhelm von Lützow verantwortlich, der 1784 zum Gouverneur bestellt wurde.
Nach seiner Konfirmation am 30. September 1792 begann der Erbgroßherzog an der Universität in Rostock sein Studium, das bis zum 3. Dezember 1795 andauerte. Es schloss sich in Begleitung seines Gouverneurs eine längere Bildungsreise an. Während dieser Reise benutzte der Erbprinz das Inkognito Graf von Grabow. Die Reisen führten anfänglich nach Mitteldeutschland. Im Frühjahr 1796 folgten ein mehrwöchiger Aufenthalt in Wien, als letztes Reiseziel schließlich Bayern. Mit Vollendung des 19. Lebensjahres erhielt der Erbprinz seinen eigenen Hofstaat. Zum Kammerherr wurde der Kammerjunker und spätere Hofmarschall Detlof Joachim von Oertzen (1771–1820) bestellt. 1797 begann die militärische Ausbildung des Erbprinzen. Hierzu verbrachte er einige Wochen beim „Regiment von Pressentin“ in Rostock. Nachfolgend wurde er am 15. November zum Generalleutnant befördert und zum Chef des Regiments ernannt, welches von nun an die Bezeichnung „Regiment Erbprinz“ führte. Seine militärischen Fähigkeiten blieben allerdings zeitlebens beschränkt, während er sich in der Politik und der Diplomatie als talentiert erweisen sollte.
Vom 23. bis 25. August 1803 machten der preußische König Friedrich Wilhelm III. und seine Ehefrau, Königin Luise auf einer ihrer wenigen Reisen nach Mecklenburg inkognito einen Besuch bei der schwerkranken Erbprinzessin in Ludwigslust, um von dort aus Luises Familie in Hohenzieritz einen Überraschungsbesuch abzustatten.
Nach der Inbesitznahme Mecklenburgs durch die Franzosen wurde die herzogliche Familie von Mecklenburg-Schwerin – so auch der Erbprinz – am 22. Dezember 1806 ausgewiesen. Am 8. Januar 1807 verließ die Familie mit dem Gefolge Ludwigslust. Sie fanden für die nächste Zeit im holsteinischen Altona eine neue Bleibe. Die Wiedereinsetzung seines Vaters im Juli 1807 beendet den unfreiwilligen Aufenthalt in Altona und ermöglichte schließlich die Rückkehr in die Heimat.
Bereits vor dem französischen Einmarsch in Mecklenburg wurde der Erbprinz zum Chef und Präsident des herzoglichen Kammer- und Forstkollegiums ernannt. Am 8. Dezember 1808 wurde er zudem Finanzminister des (Teil-)Herzogtums Mecklenburg-Schwerin. Beide Positionen hatte der Erbprinz bis zu seinem Tode im Jahr 1819 inne. Herzog Friedrich Franz erkannte früh die Talente des Erbprinzen. So sind bereits 1798 erste Kammergeschäfte des Erbprinzen verzeichnet. Offiziell wurde er aber erst ab dem Jahr 1805 mit der Teilnahme an allen Kammergeschäften beauftragt.
In der Franzosenzeit war Friedrich Ludwig diplomatisch sehr aktiv. Als sich das Herzogtum für Schwedisch-Pommern interessierte, reiste er nach Paris sowie zum von Napoleon einberufenen Fürstentag in Erfurt. Am 26. September 1808 überreicht Friedrich Ludwig dem russischen Außenminister Nikolai Petrowitsch Rumjanzew eine von ihm verfasste Denkschrift, in der er die Rang- und Entschädigungswünsche des herzoglichen Hauses Mecklenburg-Schwerin darlegte. Hier sollte der russische Zar Alexander I. bei Napoleon intervenieren, da die Bitten des Erbprinzen beim Besuch in Paris nicht zum gewünschten Erfolg führten. Die diplomatischen Bemühungen um den Erwerb Schwedisch-Pommerns dauerten den Berichten des nach Paris abgesandten Oberhofmeisters von Lützow zufolge bis 1813.
In den Befreiungskriegen kommandierte er die mecklenburgische Landwehr und vom 27. Februar bis 24. April 1814 die 4. schwedische Division der Nordarmee. Im Zuge der Kommandoübernahme wurden die mecklenburgischen Truppen der Division als 8. Brigade zugeteilt.
Der Einfluss des Zaren Alexander I. und die konsequent nationale Haltung seines Vaters brachten auf dem Wiener Kongress (vom 18. September 1814 bis zum 9. Juni 1815 tagend) die Rangerhöhung bzw. -angleichung beider (regierender) Herzöge zu Mecklenburg als Großherzog von Mecklenburg. Friedrich Ludwig nahm am Kongress teil.
Erbprinz Friedrich Ludwig kam nie zur Regierung. Er starb kurz nach Vollendung des 41. Lebensjahres noch vor seinem Vater. Friedrich Ludwig wurde im Helenen-Paulownen-Mausoleum in Ludwigslust, das 1804 bis 1806 nach Plänen von Joseph Ramée errichtet worden war, beigesetzt.
Reste der Bibliothek von Erbprinz Friedrich Ludwig befinden sich heute in der Universitätsbibliothek Rostock.

## Ehen und Nachkommen
Am 22. Oktober 1799 heiratete er in Gattschina bei St. Petersburg die russische Großfürstin Helena Pawlowna Romanowa (1784–1803), die zweite Tochter des 1801 ermordeten Zaren Paul I. und der Prinzessin Sophie Dorothee von Württemberg; sowie die Schwester seines Nachfolgers Alexander I. Aus der Verbindung gingen zwei Kinder hervor:
- Paul Friedrich (1800–1842), Großherzog von Mecklenburg-Schwerin ⚭ 1822 Prinzessin Alexandrine von Preußen
- Maria (Luise Friederike) (1803–1862) ⚭ 1825 Erbprinz und späteren Herzog Georg von Sachsen-Altenburg

1808 wurde aus einer Affäre Friedrich Ludwigs mit Luise Charlotte Ahrens in Ludwigslust ein Sohn geboren. Dieser erhielt den Namen Friederich Eduard Carl Plüschow, nach dem bei Grevesmühlen gelegenen Sommersitz der herzoglichen Familie, Schloss Plüschow. Eduard Carl Plüschow ist der Stammvater der Familie Plüschow.
Am 1. Juli 1810 heiratete er in Weimar die Prinzessin Karoline Luise (1786–1816), einzige überlebende Tochter des Großherzogs Karl August von Sachsen-Weimar-Eisenach und der Prinzessin Luise von Hessen-Darmstadt. Aus der Verbindung gingen drei Kinder hervor:
- Albrecht (1812–1834)
- Helene (Luise Elisabeth) (1814–1858) ⚭ 1837 Ferdinand Philippe d’Orléans, duc de Chartres
- Magnus (1815–1816)

Am 3. April 1818 heiratete er in Homburg die Prinzessin Auguste Friederike (1776–1871), eine Tochter des Landgrafen Friedrich V. von Hessen-Homburg und der Prinzessin Karoline von Hessen-Darmstadt. Die Ehe blieb kinderlos.